# Lasionycta membrosa
Lasionycta membrosa là một loài bướm đêm trong họ Noctuidae.